# ボーン・レガシー (映画)
『ボーン・レガシー』（The Bourne Legacy）は、2012年のアクション・スリラー映画。監督はトニー・ギルロイ、出演はジェレミー・レナー、エドワード・ノートン、レイチェル・ワイズなど。ロバート・ラドラムが執筆したジェイソン・ボーンを主人公とする小説を原作とした映画シリーズの4作目。なお、ラドラムの死後にエリック・ヴァン・ラストベーダーが執筆した2004年の小説『ボーン・レガシー』が存在するが、内容は本作とは異なる。

## ストーリー
時間軸は、前作ボーン・スプレマシー、ボーン・アルティメイタムに前後する。アーロン・クロスはアウトカム計画の「参加者」であり、アラスカにて日々過酷な訓練をしており、その訓練課程において薬の服用、血液採取、問診を義務付けられている。その頃CIA内部調査局のパメラ・ランディの告発などにより、暗殺者養成プログラムのトレッドストーン、ブラックブライアー、そしてアウトカム計画の存在が白日の下に曝されようとしている。国家調査研究所のリック・バイヤーはアウトカム計画の一時的な消去と蓄積されたデータの隠匿を命じる。この命令によりアウトカム計画の「参加者」たちは次々に無人攻撃機に爆撃されたり、毒殺される。
一方、アーロンは自分の強化された能力を駆使してかろうじてその危機を逃れ、自分の死を偽装することに成功する。その頃、アーロンの体調を管理しているステリシン・モルランタ社で銃の乱射事件が発生する。その会社ではその部署で「プログラム可能な行動、神経学的なデザイン」の研究を行っているという。銃の乱射事件での唯一の生存者のマルタ・シェアリング博士はバイヤーの放った刺客たちによって再び命を狙われるがアーロンに救われる。
マルタはアーロンの服用していた緑の錠剤が身体的な能力を増強させること、青の錠剤が知的能力を増強させ、痛覚を抑制することをアーロンに告げる。また、緑の錠剤の効果はすでにウイルスによってアーロンの遺伝子に組み込まれており、緑の錠剤の服用は必要ないことが分かる。しかし、青の錠剤がなければ、アーロンの優れた知的能力が崩壊し、アーロンとマルタはバイヤーの放った刺客によって命の危険にさらされると予想される。このように映画全体にジェイソン・ボーンらの一連の計画の「参加者」たちの卓越した能力と時折起こる心的異常状態の秘密が暗示されている。アーロンとマルタは青の錠剤の代わりになるウイルスを得るために、マルタの所属する関連会社があるフィリピンに飛ぶことになる。

## キャスト
※括弧内は日本語吹替

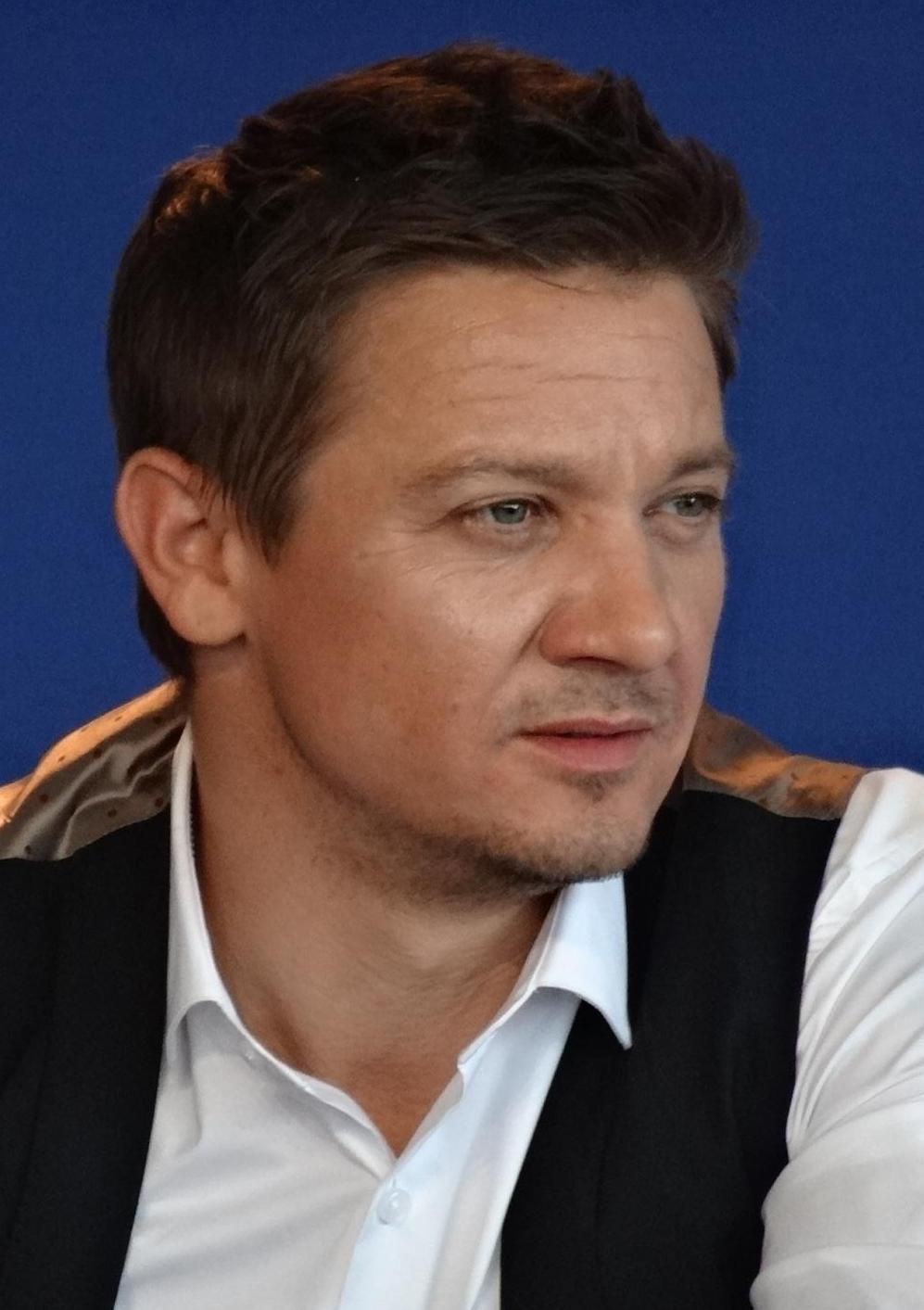
ジェレミー・レナー

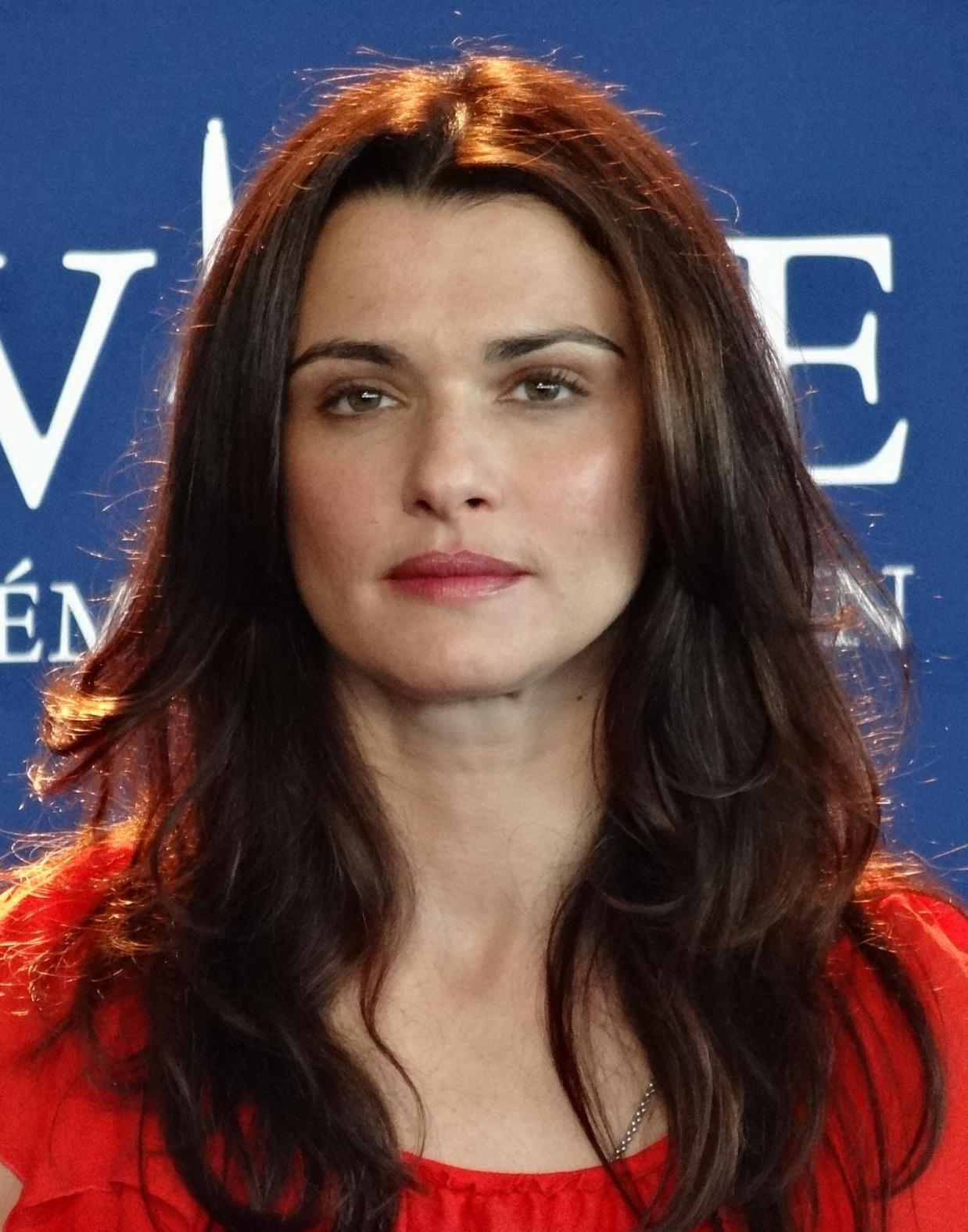
レイチェル・ワイズ

- アーロン・クロス - ジェレミー・レナー（中井和哉）

アウトカム計画の参加者。
- マルタ・シェアリング - レイチェル・ワイズ（松雪泰子）

博士。
- リック・バイヤー - エドワード・ノートン（森田順平）

国家調査研究所の責任者。
- パメラ・ランディ - ジョアン・アレン（小山茉美）

CIA内部調査局員。
- ノア・ヴォーゼン - デヴィッド・ストラザーン（小川真司）

極秘作戦「ブラックブライアー」の現場責任者。
- アルバート・ハーシュ - アルバート・フィニー（大塚周夫）

博士。
- エズラ・クレイマー - スコット・グレン（伊藤和晃）

CIA長官。
- マーク・ターソ - ステイシー・キーチ（飯塚昭三）

退役軍人。
- ディタ・マンディー - ドナ・マーフィ（野沢由香里）

バイヤーの部下。
- アーサー・イングラム - マイケル・チャーナス（英語版）（遠藤純一）

バイヤーの部下。
- ゼヴ・ヴェンデル - コリー・ストール（宮内敦士）

バイヤーの部下。
- テレンス・ワード - デニス・ボウトシカリス（金尾哲夫）

ステリシン・モルランタ社の医療統括責任者。
- ドナルド・フォイト博士 - ジェリコ・イヴァネク（村治学）
- ダン・ヒルコット博士 - ニール・ブルックス・カニンガム（清川元夢）
- アウトカム計画 工作員 #3 - オスカー・アイザック（板倉光隆）
- LARX-03 - ルイ・オザワ
- レイ・ウィルズ - コーリイ・ジョンソン（志村知幸）

2023年10月9日のフジテレビ放送の『富士通Japanスポーツスペシャル 第35回出雲全日本大学選抜駅伝』では、中止の場合は、本作が放送予定だったが、無事放送されたため、放送されなかった。

## 製作
『ボーン・アルティメイタム』の脚本に参加したジョージ・ノルフィは、それまでのようにロバート・ラドラムの小説に関連にした第4の映画の脚本を書く予定であった。ジェイソン・ボーン役のマット・デイモンも当初からプロジェクトに入っており、さらにジュリア・スタイルズとジョアン・アレンも参加を依頼されていた。しかしながら当初続投が予定されていた監督のポール・グリーングラス（『ボーン・スプレマシー』、『ボーン・アルティメイタム』の2作を担当）の降板が2009年11月30日に発表され、マット・デイモンも「彼無しで映画を撮ることはありえない」と述べた。
2010年6月9日、トニー・ギルロイが『The Bourne Legacy』の脚本、監督を担当し、同作が2012年に公開されると発表された。『The Bourne Legacy』は小説『ボーン・レガシー』をベースとした内容ではなく、ジェイソン・ボーンも登場しない。同映画は新しいカノンに基づいたリブートの類ではなく、これまでのシリーズのスピンオフのような形となり、ボーンを作ったトレッドストーン作戦と類似の作戦によって生み出された新キャラクター、アーロン・クロスの物語として描かれる。またギルロイは、デイモンとグリーングラスが将来シリーズに復帰する可能性も無くなってはいないと語っている。

## 作品の評価
Rotten Tomatoesによれば、批評家の一致した見解は「前の三部作ほど心を掴む力はないが、『ボーン・レガシー』は語るべき物語が本シリーズにまだ残っていることを証明しており、主演のジェレミー・レナーが魅力的な仕事を見せてくれている。」であり、232件の評論のうち高評価は55%にあたる128件で、平均点は10点満点中5.8点となっている。
Metacriticによれば、42件の評論のうち、高評価は24件、賛否混在は15件、低評価は3件で、平均点は100点満点中61点となっている。